# Paignton
Paignton es una localidad situada en la autoridad unitaria de Torbay, en el condado de Devon, en Inglaterra (Reino Unido), con una población estimada a mediados de 2016 de 66 128 habitantes.
Se encuentra ubicada al sur de la región Sudoeste de Inglaterra, cerca de la costa del canal de la Mancha.